# Okręg wyborczy nr 21 do Senatu Rzeczypospolitej Polskiej
Okręg wyborczy nr 21 do Senatu Rzeczypospolitej Polskiej obejmuje obszar powiatów gorzowskiego, międzyrzeckiego, słubickiego, strzelecko-drezdeneckiego i sulęcińskiego oraz miasta na prawach powiatu Gorzowa Wielkopolskiego (województwo lubuskie). Wybierany jest w nim 1 senator na zasadzie większości względnej.
Utworzony został w 2011 na podstawie Kodeksu wyborczego. Po raz pierwszy zorganizowano w nim wybory 9 października 2011. Wcześniej obszar okręgu nr 21 należał do okręgu nr 8.
Siedzibą okręgowej komisji wyborczej jest Zielona Góra.

## Reprezentanci okręgu
| Rok  | Rok                  | Senator      | Komitet wyborczy                           |
| ---- | -------------------- | ------------ | ------------------------------------------ |
|      | 2011                 | Helena Hatka | Platforma Obywatelska RP                   |
| 2015 | Władysław Komarnicki |              | Platforma Obywatelska RP                   |
|      | Władysław Komarnicki | 2019         | KKW Koalicja Obywatelska PO .N iPL Zieloni |
| 2023 | Władysław Komarnicki |              | KKW Koalicja Obywatelska PO .N iPL Zieloni |

## Wyniki wyborów
Symbolem „●” oznaczono senator ubiegającą się o reelekcję.

### Wybory parlamentarne 2011
| Kandydat                                                                                      | Kandydat             | Komitet wyborczy             | Głosów | Głosów | Głosów |
| Kandydat                                                                                      | Kandydat             | Komitet wyborczy             | Liczba | %      | +/–    |
| --------------------------------------------------------------------------------------------- | -------------------- | ---------------------------- | ------ | ------ | ------ |
|                                                                                               | Helena Hatka         | Platforma Obywatelska RP     | 44 484 | 34,33  | –      |
|                                                                                               | Władysław Komarnicki | KWW Władysława Komarnickiego | 38 705 | 29,87  | –      |
|                                                                                               | Marek Surmacz        | Prawo i Sprawiedliwość       | 22 035 | 17,01  | –      |
|                                                                                               | Paweł Leszczyński    | Sojusz Lewicy Demokratycznej | 12 840 | 9,91   | –      |
|                                                                                               | Jan Świrepo          | Polskie Stronnictwo Ludowe   | 11 506 | 8,88   | –      |
| Frekwencja: 43,49% Liczba głosów ważnych: 129 570 (97,31%) Źródło: Państwowa Komisja Wyborcza |                      |                              |        |        |        |

### Wybory parlamentarne 2015
| Kandydat                                                                                      | Kandydat             | Komitet wyborczy                         | Głosów | Głosów | Głosów |
| Kandydat                                                                                      | Kandydat             | Komitet wyborczy                         | Liczba | %      | +/–    |
| --------------------------------------------------------------------------------------------- | -------------------- | ---------------------------------------- | ------ | ------ | ------ |
|                                                                                               | Władysław Komarnicki | Platforma Obywatelska RP                 | 44 991 | 34,65  | +0,32  |
|                                                                                               | Sebastian Pieńkowski | Prawo i Sprawiedliwość                   | 34 283 | 26,41  | +9,40  |
|                                                                                               | Helena Hatka ●       | KWW Heleny Hatka                         | 19 445 | 14,98  | –      |
|                                                                                               | Krzysztof Hauba      | KWW „Niezależny Senator Krzysztof Hauba” | 16 755 | 12,91  | –      |
|                                                                                               | Tadeusz Jędrzejczak  | Polskie Stronnictwo Ludowe               | 14 358 | 11,06  | +2,18  |
| Frekwencja: 44,13% Liczba głosów ważnych: 129 832 (96,82%) Źródło: Państwowa Komisja Wyborcza |                      |                                          |        |        |        |

### Wybory parlamentarne 2019
| Kandydat                                                                                      | Kandydat               | Komitet wyborczy                           | Głosów | Głosów | Głosów |
| Kandydat                                                                                      | Kandydat               | Komitet wyborczy                           | Liczba | %      | +/–    |
| --------------------------------------------------------------------------------------------- | ---------------------- | ------------------------------------------ | ------ | ------ | ------ |
|                                                                                               | Władysław Komarnicki ● | KKW Koalicja Obywatelska PO .N iPL Zieloni | 69 298 | 42,22  | +7,57  |
|                                                                                               | Marek Surmacz          | Prawo i Sprawiedliwość                     | 48 062 | 29,28  | +2,87  |
|                                                                                               | Anna Synowiec          | KWW Anny Synowiec                          | 38 422 | 23,41  | –      |
|                                                                                               | Janusz Maksymowicz     | KWW Janusz Maksymowicz                     | 8354   | 5,09   | –      |
| Frekwencja: 56,68% Liczba głosów ważnych: 164 136 (98,18%) Źródło: Państwowa Komisja Wyborcza |                        |                                            |        |        |        |

### Wybory parlamentarne 2023
| Kandydat                                                                                      | Kandydat               | Komitet wyborczy                           | Głosów  | Głosów | Głosów |
| Kandydat                                                                                      | Kandydat               | Komitet wyborczy                           | Liczba  | %      | +/–    |
| --------------------------------------------------------------------------------------------- | ---------------------- | ------------------------------------------ | ------- | ------ | ------ |
|                                                                                               | Władysław Komarnicki ● | KKW Koalicja Obywatelska PO .N iPL Zieloni | 108 863 | 58,14  | +15,92 |
|                                                                                               | Tomasz Jaskuła         | Bezpartyjni Samorządowcy                   | 78 379  | 41,86  | –      |
| Frekwencja: 71,01% Liczba głosów ważnych: 187 242 (93,69%) Źródło: Państwowa Komisja Wyborcza |                        |                                            |         |        |        |